# Culicoides virginea
Culicoides virginea är en tvåvingeart som först beskrevs av Preyssler 1791.  Culicoides virginea ingår i släktet Culicoides och familjen svidknott.
Artens utbredningsområde är Tjeckien. Inga underarter finns listade i Catalogue of Life.